# Asuksak
Asuksak (in lingua aleutina Hasuxsax) è una piccola isola disabitata delle isole Andreanof, nell'arcipelago delle Aleutine, e appartiene all'Alaska (USA). Si trova a nord-ovest di Umak e a sud di Great Sitkin; è lunga 1,6 km a ha un'altezza massima di 21 m.
È stata registrata con il nome di Asukhsakh dal capitano Teben'kov nel 1852; il nome deriva probabilmente dalla parola aleutina asux che significa "pentola di creta"..